# Vlag van Maastricht

Vlag van de gemeente Maastricht

De vlag van Maastricht toont hetzelfde beeld als het wapen van deze Nederlandse gemeente: een rood veld met daarin een witte, vijfpuntige ster.

## Geschiedenis

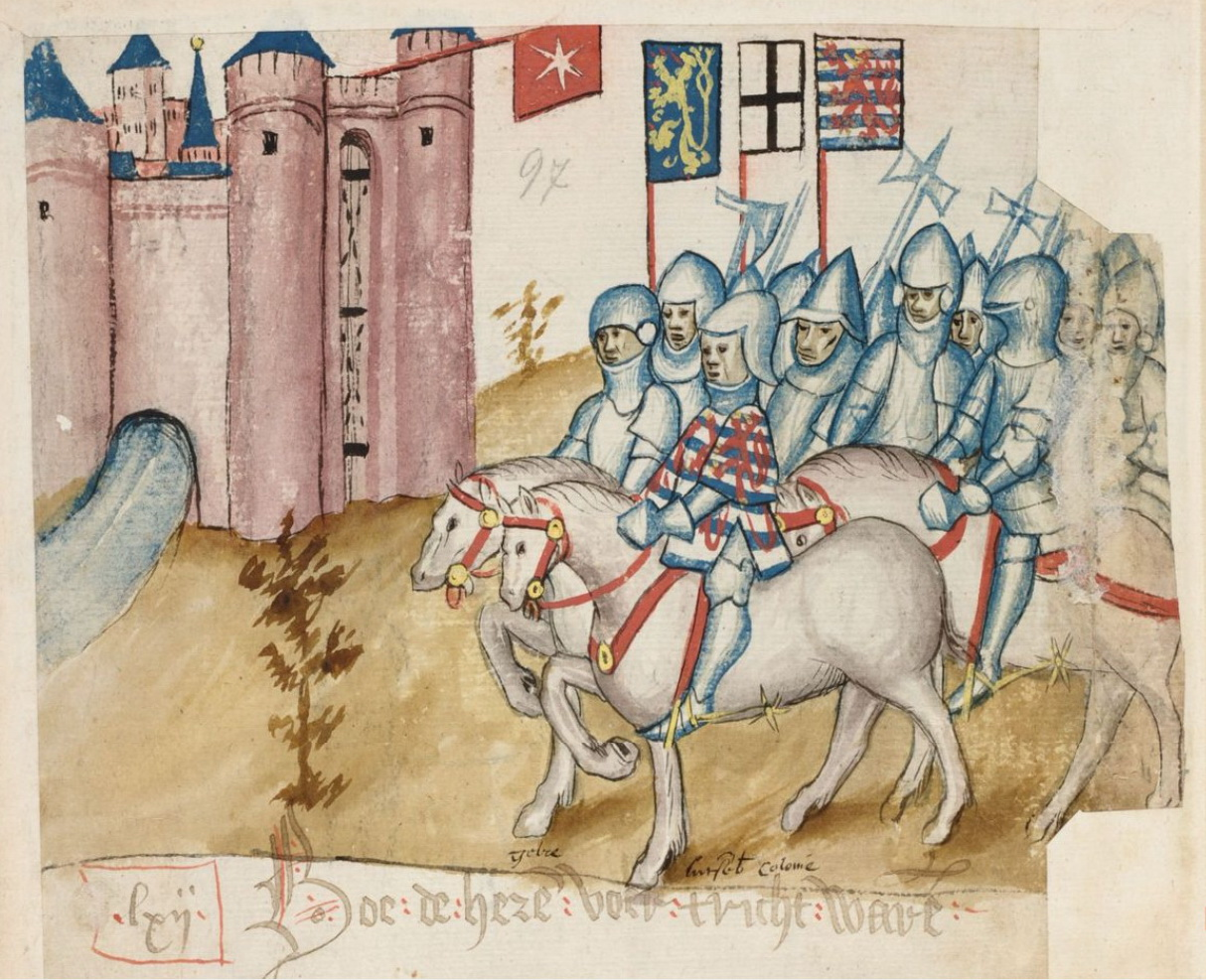
Gelderse, Keur-Keulse en Luxemburgse troepen voor de poorten van Maastricht tijdens de Limburgse Successieoorlog. Fantasie-weergave in Brabantsche Yeesten, 15e eeuw

De eerste schriftelijke vermelding van een Maastrichts stadsvaandel dateert van 1415. Volgens de beschrijving toonde deze vlag het stadswapen op een rood veld en daaronder een wit of groen veld. Eveneens uit de eerste helft van de vijftiende eeuw dateert een tekening uit het vierde boek van de Brabantsche Yeesten. De tekening toont een fantasieweergave van de ommuurde stad Maastricht. Vanaf een poorttoren wappert de stadsvlag, min of meer zoals wij die nu kennen, echter met een zespuntige ster.

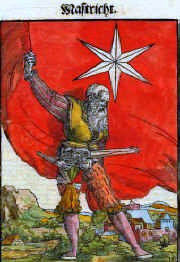
Stadsvaandel, 1545

De op een na oudste afbeelding van een stadsvlag of -vaandel dateert van ruim een eeuw later, namelijk van 1545. Hij toont een vaandrig die de vlag zwaait en is te vinden in het Wappenbuch von Meister IK van I. Köbel, uitgebracht in Frankfurt am Main. Deze vlag toont eveneens een zespuntige ster, waarvan de kleur wordt omschreven als "geller", wat een verschrijving van "heller" (helder of wit) of "gelber" (geel) kan zijn. In 1549 wordt de stadsvlag beschreven als geel-wit-rood. In 1647 blijkt de witte ster op het rode veld teruggekeerd op de vlag, die in dat jaar met het oog op de op handen zijnde Vrede van Münster werd gemaakt.
Na de Oktoberrevolutie in 1917 vond men echter de Maastrichtse vlag te veel lijken op die van de Sovjet-Unie. Daarom werd op 2 september 1938 het ontwerp voor een nieuwe vlag aangenomen. Dit toonde twee horizontale banen van gelijke hoogte, de bovenste in zilver (wit), de onderste in rood. Het ontwerp ging gedeeltelijk in tegen het advies van de Hoge Raad van Adel, die een vijfpuntige ster op de rode baan had geadviseerd. Dat ontwerp zou dan echter onbedoeld weer gelijk zijn aan de vlag van Polen. Na de val van het communisme heeft men besloten de oude vlag weer in ere te herstellen en sinds 1 januari 1994 luidt de beschrijving van de vlag als volgt:
Rood met een witte vijfpuntige ster, waarvan de hoogte 3/5 van de hoogte van de vlag bedraagt. De hoogte-breedteverhouding van de vlag is 2 : 3. 
Het midden van de ster bevindt zich op 1/3 van de breedte en op de helft van de hoogte van de vlag.

## Trivia
In 2015 werd een ondernemer aangeslagen voor precariorechten omdat hij stadsvlaggen aan de gevel van zijn winkel had hangen. De gemeente was van oordeel dat dit terecht was omdat in de gemeentelijke verordening geen onderscheid werd gemaakt tussen verschillende vlaggen.

## Verwante symbolen

Het wapen van Maastricht
?Vlag van de gemeente Maastricht (1938-1994)

Beek 
· Beekdaelen 
· Beesel 
· Bergen 
· Brunssum 
· Echt-Susteren 
· Eijsden-Margraten 
· Gennep 
· Gulpen-Wittem 
· Heerlen 
· Horst aan de Maas 
· Kerkrade 
· Landgraaf 
· Leudal 
· Maasgouw 
· Maastricht 
· Meerssen 
· Mook en Middelaar 
· Nederweert 
· Peel en Maas 
· Roerdalen 
· Roermond 
· Simpelveld 
· Sittard-Geleen 
· Stein 
· Vaals 
· Valkenburg aan de Geul 
· Venlo 
· Venray 
· Voerendaal 
· Weert